# Lào tại Đại hội Thể thao Đông Nam Á 2021
Lào tham gia tranh tài tại Đại hội Thể thao Đông Nam Á 2021 ở Hà Nội, Việt Nam từ ngày 12 đến 23 tháng 5 năm 2022. Đoàn thể thao Lào gồm có 280 vận động viên, tranh tài ở 28 trong số 40 môn thể thao.